# Dånpälsbi
Dånpälsbi (Anthophora furcata) är en art i insektsordningen steklar som tillhör överfamiljen bin och släktet pälsbin.

## Beskrivning
Ett 11 till 12 mm långt bi där båda könen har mandibler med tre tänder på varje skänkel. Honan förekommer i två olika färgformer: En mörkare, och en ljusare. Båda formerna har gulgrå till gulbruna hår på sina pollenkorgar. Den mörka formen är nästan helt svartpälsad med undantag för de två sista av bakkroppens tergiter, som är röda. Det kan också förekomma att clypeus (munskölden) och överläppen samt pollenkammen (penicillum) på honans pollenkorg är röda.
Den ljusa formen har brunaktig behåring på huvud, mellankropp och bakkroppens första tergit.
Hanens päls påminner om honans ljusa form, men den är längre och har inblandning av svart på huvudets ovansida, i ett band tvärsöver mellankroppen och på bakkroppen, vanligen på tergiterna 3 till 7. Dessutom är ansiktet, munskölden och överläppen gula.

## Ekologi
Dånpälsbiet förekommer i habitat som hedar, våtmarker, gles skog och skogsbryn, samt parker och fruktträdgårdar. Flygtiden varar mellan sent i maj/tidigt i juni till slutet av augusti/början av september.
Arten flyger gärna till kransblommiga växter, som syskor, dånsläktet, humlesuga, kattmynta och kantnepeta, men kan även besöka snyltrotsväxter som ängskovall och strävbladiga växter.
Som alla pälsbin är dånpälsbiet ett solitärt bi, det vill säga det bildar inte samhällen. Till skillnad från de flesta pälsbin bygger honan boet i murket trä i stället för i jord. Det består vanligen av två eller flera parallella gångar, som antingen honan själv gräver, eller av redan befintliga insektgångar, som hon utvidgar. Längs gångens sidor gräver hon ut upp till sju ovala larvceller. Honan avsöndrar ett sekret som hon blandar med det bildade trämjölet och klär cellväggarna med. Larven spinner ingen kokong, utan övervintrar som en passiv vilolarv (prepuppa). Det förekommer att boet parasiteras av kägelbina konkägelbi, rostkägelbi och Coelioxys elata, som lägger ett ägg i varje angripen larvcell. Den resulterande larven dödar värdägget eller -larven, och lever därefter av den insamlade näringen.

## Utbredning
Dånpälsbiet finns över större delen av Europa och vidare österut till Kashmir, med västgräns i Storbritannien, nordgräns i västra delen av utbredningsområdet i höjd med Helsingfors, vilket i Ryssland förlängs norrut till norra polcirkeln. Arten förekommer även i Alaska. Globalt är den klassificerad som livskraftig (LC).
I Sverige finns arten från Skåne till Norrbotten med undantag för Härjedalen och norra Norrlands inland. Den har en stabil utbredning och är även här klassificerad som livskraftig.
I Finland finns arten från Åland och sydkusten norrut till Norra Karelen, Mellersta Finland, Norra Österbotten och med ett fåtal fynd i sydvästra Lappland. Även här är den klassificerad som livskraftig.